# Herb województwa lubuskiego

Herb województwa lubuskiego

Herb województwa lubuskiego – symbol województwa lubuskiego. Herb województwa lubuskiego to tarcza dwudzielna w słup – na czerwono i zielono. W polu prawym połowa srebrnego orła w koronie, w polu lewym dwie sześcioramienne złote gwiazdy w słup. Barwa zielona symbolizuje lasy, które pokrywają połowę powierzchni województwa, orzeł – związki regionu z Polską, a gwiazdy – dwie stolice województwa.
Herb został zatwierdzony przez sejmik województwa 26 czerwca 2000 r. Autorem projektu herbu jest Wojciech Strzyżewski, profesor Uniwersytetu Zielonogórskiego.